# Как да претърпиш злополука по време на работа
„Как да претърпиш злополука по време на работа“ (на английски: How to Have an Accident at Work) е американски анимационен филм от 1959 година, създаден от Уолт Дисни.

## Сюжет
Джей. Джей. Фейт отново ни показва, как инциденти не по негова вина, са резултат от небрежност. Доналд е „Господин Внимателност“ у дома, но в работата си е разсеян и работния му ден започва с падане по стълбите. След това той има премеждия с пресата за щамповане, запалителни бои, конвейерната лента, регулируемия гаечен ключ. След това губи работните си дрехи и има още куп преживявания, в които може да си причини сериозна травма.

## В ролите
Персонажите във филма са озвучени с гласовете на:
- Кларънс Наш като Доналд Дък
- Бил Томпсън като Джей. Джей. Фейт